# Giroc
Giroc là một xã thuộc hạt Timiș, România. Dân số thời điểm năm 2002 là 4295 người.